# Kanton Wanfried

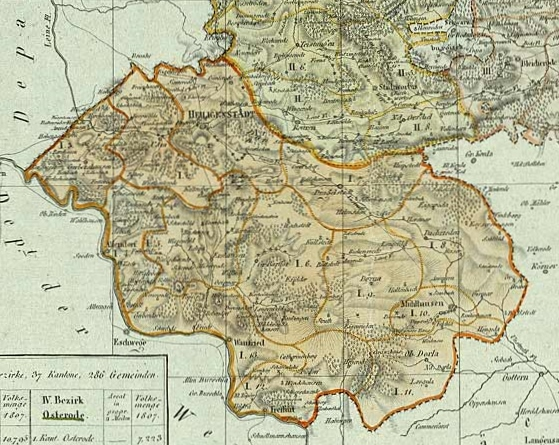
Der Kanton Treffurt im District Heiligenstadt

Der Kanton Wanfried  war eine Verwaltungseinheit im Distrikt Heiligenstadt des Departements des Harzes im napoleonischen Königreich Westphalen. Hauptort des Kantons und Sitz des Friedensgerichtes war die kleine Stadt Wanfried im heutigen Werra-Meißner-Kreis in Nordhessen. Der Kanton bestand aus elf Orten, welche vorher zum rechts der Werra gelegenen Teil der Landgrafschaft Hessen-Kassel oder zum Obereichsfeld gehört hatten. Kantonmaire war Johann George Forcht.
Zum Kanton gehörten die Ortschaften:
- Wanfried
- Neuerode
- Grebendorf
- Schwebda
- Frieda
- Großtöpfer
- Döringsdorf, mit Bebendorf und Keudelstein
- Katharinenberg
- Altenburschla